# Поддон
Поддо́н (пале́та) — транспортная тара, предназначенная для формирования транспортных пакетов при осуществлении механизированных погрузочно-разгрузочных, транспортных и складских операций.
Товары, помещённые на поддон, могут быть притянуты к нему ремнями (крепёжными лентами) или обёрнуты термоусадочными или стретч-плёнками.

## Классификация и особенности
Различают двухзаходные и четырёхзаходные поддоны, конструкция первых обеспечивает возможность ввода вилочного захвата только с двух противоположных сторон, вторые позволяют вводить вилы погрузчика с четырёх сторон. Поддоны могут быть также однонастильными и двухнастильными, то есть имеющими площадку для размещения груза только с одной или с обеих сторон.
Поддоны подразделяются на одноразовые, которые, как правило, утилизируются после использования, и многооборотные, используемые многократно. Габариты одноразовых поддонов обычно не регламентируются. Размеры многооборотных поддонов, требования к их прочности и нанесённым на них обозначениям стандартизированы.
Поддоны изготавливаются из дерева, металла или пластика. Также встречаются поддоны, изготовленные из вторсырья, например, из картона. У большинства поддонов допустимая грузоподъёмность не превышает 1500 кг.
В некоторых случаях поддоны имеют съёмные или складные элементы. Примером могут служить поддоны для хранения и транспортировки автомобильных шин, у которых есть складные угловые стойки, обеспечивающие установку поддонов друг на друга (штабелирование) без сминания шин. При хранении в сложенном (пустом) положении они занимают в 5—6 раз меньший объём.

### Европейские поддоны
В Европе обычно используется стандартный поддон EUR (в России называемый «европоддоном», «европалетой»), который имеет размеры 800×1200×144 мм, пустой деревянный европоддон весит 15—21 кг. Он используется, главным образом, для розничной торговли, его размер определён внутренними размерами грузовиков, осуществляющих поставки со складов розничным торговым учреждениям.
| Тип EURO  | Основные размеры (Ш × Д × В), мм | Название по ISO          |
| --------- | -------------------------------- | ------------------------ |
| EUR EUR 1 | 800×1200x144 мм                  | ISO1                     |
| EUR 2     | 1200×1000x144 мм                 | ISO2                     |
| EUR 3     | 1000×1200x144 мм                 |                          |
| EUR 6     | 800×600x144 мм                   | ISO0                     |
|           | 600×400 мм                       | одна четвёртая часть EUR |
|           | 400×300 мм                       | одна восьмая часть EUR   |

### Поддоны ISO
Стандарт ISO 6780 устанавливает поддоны шести размеров, в частности 1000×1200×144 мм (ISO2, т. н. «финский поддон», поскольку этот стандарт распространён в Финляндии).
| Размеры (Ш × Д), мм | Размеры (Ш × Д), дюймы | Регионы распространенности                        |
| ------------------- | ---------------------- | ------------------------------------------------- |
| 1016 × 1219         | 40,00×48,00            | Северная Америка                                  |
| 1000×1200           | 39,37×47,24            | Европа, Азия; схож с 40″×48″                      |
| 1165×1165           | 45,9×45,9              | Австралия                                         |
| 1067×1067           | 42,00×42,00            | Северная Америка, Европа, Азия                    |
| 1100×1100           | 43,30×43,30            | Азия                                              |
| 800×1200            | 31,50×47,24            | Европа; соответствует большинству дверных проёмов |

## Фитосанитарный контроль деревянных поддонов
Существует известная проблема при таможенном оформлении грузов, прибывающих из-за рубежа на деревянных поддонах: поддоны должны проходить специальную термическую или химическую фитосанитарную обработку (согласно требованиям стандарта ISPM 15), а для ввоза таких грузов требуется проходить платный фитосанитарный контроль перед оформлением экспортной отгрузки. Пластиковые и металлические поддоны лишены этого недостатка, им такой контроль не нужен.